# Phaonia falsifuscicoxa
Phaonia falsifuscicoxa är en tvåvingeart som beskrevs av Fang och Fan 1993. Phaonia falsifuscicoxa ingår i släktet Phaonia och familjen husflugor.
Artens utbredningsområde är Sichuan (Kina). Inga underarter finns listade i Catalogue of Life.